# Epimadiza perturbans
Epimadiza perturbans är en tvåvingeart som först beskrevs av Becker 1914.  Epimadiza perturbans ingår i släktet Epimadiza och familjen fritflugor. Inga underarter finns listade i Catalogue of Life.